# 흰발나무타기쥐
흰발나무타기쥐(Rhipidomys leucodactylus)는 비단털쥐과에 속하는 남아메리카 설치류이다. 볼리비아와 브라질, 에콰도르, 프랑스령 기아나, 가이아나, 페루, 수리남, 베네수엘라에서 발견된다. 모식 표본과 모식 산지는 페루 중부 안데스산맥 저지대 동부 경사면이다.

## 특징
흰발나무타기쥐는 꼬리를 제외한 몸길이가 180mm로 남아메리카나무타기쥐속에서 가장 큰 종이다. 등 쪽 털은 일반적으로 중간 갈색을 띠고, 털은 누르스름하고 불그스레한 색조의 띠가 있으며 몸의 털 전역에 길고 검은 조모가 흩어져 있다. 옆구리 쪽이 좀더 연한 색을 띠며, 배 쪽은 누르스름한 크림색 또는 흰색이고 피부 쪽은 회색이다. 꼬리 길이는 몸길이와 거의 같고, 꼬리에 짧고 불그스레하고 짙은 갈색 털이 무성하게 덮여 있으며 꼬리 끝이 붓꼬리 형태를 띤다. 뒷발은 크고, 발 등은 크고 짙은 반점이 두번째부터 다섯번째까지 발가락의 첫번째 또는 두번째 발가락뼈까지 이어지며, 때로는 엄지발가락 위에도 난다. 발 옆면과 발가락 주위는 은색을 띤다.

## 분포 및 서식지
흰발나무타기쥐는 아마존 오리노코 분지 우림의 토착종이다. 브라질 서부와 중부 저지대 뿐만 아니라 볼리비아 동부와 베네수엘라의 안데스 산록 지대에서 발견된다. 페루에서 서식 한계 고도는 해발 1,750m이다. 일반적으로 육상 습윤 숲에서 자라는 나무의 임관층에서 발견된다.

## 생태
흰발나무타기쥐는 보통 습윤 상록수림에서 서식한다. 과식성 동물로 곡물 속에서 발견되며, 민가에서 해충으로 간주된다. 파인애플을 갉아먹고, 사탕수수와 유카를 먹는 것으로 보고된다. 2~3마리의 새끼를 밴 암컷이 8월과 9월 사이에 페루에서, 9월과 11월 사이에 에콰도르에서 관찰된 기록이 있다. 땅으로부터 15m 위의 나무에 구멍을 파서 둥지를 만드는 개체가 보고된 바 있다.

## 보전 상태
아주 넓은 지역에 분포하며, 일반적으로 흔하지 않은 종이다. 개체수 추이는 알려져 있지 않지만, 전체 개체수가 크기 때문에 국제 자연 보전 연맹(IUCN)이 보전 등급을 "관심대상종"으로 분류하고 있다.